# Freibeuter der Liebe
Freibeuter der Liebe ist eine französisch-schweizerische Kriminalkomödie aus dem Jahre 1946 von Marc Allégret. Die Hauptrollen spielen Fernandel, Simone Simon und Pierre Brasseur. Drehbuchautor Marcel Achard schrieb auch die gleichnamige Romanvorlage (1933).

## Handlung
Migo tritt als Tänzerin in dem Cabaret „Frou-Frou“ auf, einem Vergnügungslokal im Pariser Montmartre, das von einem gewissen Lucciani geleitet wird. In einem Anfall von Eifersucht schießt die temperamentvolle, stupsnäsige Unterhaltungskünstlerin auf ihren flatterhaften Liebhaber Rodrigue Goutari, der gleichfalls als Tänzer in diesem Etablissement auftritt und für seinen einen hohen Frauenverschleiß berüchtigt ist. Doch Migo verfehlt Rodrigue knapp und trifft stattdessen den Fotografen Pétrus, einen eher unscheinbaren und wenig attraktiven Mann. Was Pétrus nicht weiß: das "Frou-Frou" dient zugleich als Zentrale einer Geldfälscherbande, und Rodrigue steckt mittendrin. Der ist skrupellos genug und steckt, als er und Pétrus auf das Polizeirevier gebracht werden, dem Ahnungslosen ein Bündel Falschgeld in die Tasche, um Pétrus in Schwierigkeiten zu bringen und den Verdacht von sich abzulenken. Die Polizei entdeckt die Blüten nicht, dafür aber Pétrus, der daraufhin annimmt, das Rodrigue ihm die Banknoten deshalb zugesteckt habe, um ihn mit diesem Schmiergeld von einer eventuellen Schadenersatzklage abzuhalten. Pétrus, der Mitleid mit der schnöde betrogenen Migo empfindet, will das Geld dafür aufwenden, um Migos Tröster zu spielen und die junge Dame mit Geschenken zu überschütten.
Pétrus hat von Rodrigue ein Foto geschossen, das ihn in einer verfänglichen Situation mit Luccianis Geliebter Francine zeigt. Der Fotograf benutzt dieses Kussfoto als Druckmittel gegen Rodrigue, um diesen nicht ganz ungefährlichen Typen auf Distanz zu halten und auch Migo vor ihm zu schützen. Rodrigue plant derweil, sich mit Luccianis Geliebter abzusetzen, nicht aber, ohne zuvor bei dem Cabaret-Besitzer einzubrechen. Das in Umlauf gebrachte Falschgeld, mit dem Schmuck gekauft wurde, lässt die Polizei aufhorchen, und die beginnt im Umfeld des „Frou-Frou“ zu ermitteln. Als es den Falschmünzern zu heiß wird, beschließt ihr Boss Lucciani Pétrus als Bauernopfer zu ermorden und Rodrigue gleich mit, da Lucciani nach der Entdeckung des kompromittierenden Kuss-Fotos erkannt hat, dass dieser ihm seine Freundin ausspannen will. Doch die Dinge verlaufen vollkommen anders als geplant. Rodrigue stirbt nicht etwa durch eine Kugel Luccianis, sondern wird vielmehr Opfer seiner ewigen Frauengeschichten, als ihn eine frühere Geliebte umbringt. Lucciani wird als Kopf der Falschgeld-Bande verhaftet, und der pferdegesichtige Pétrus kann sein Glück kaum fassen, als am Ende Migo seine neue Freundin wird.

## Produktionsnotizen
Die Dreharbeiten begannen am 26. Januar 1946. In den Studios von Basel-Münchenstein wurde vom 4. Februar bis zum 30. März 1946 gedreht. Drehschluss war am 15. Mai 1946, die Außendrehs erfolgten in Paris. Die Uraufführung war am 2. Oktober 1946 in Paris, die Schweizer Premiere am 6. Dezember 1946 in Genf. Die deutsche Erstaufführung fand am 9. November 1954 statt.
Die Filmbauten in Münchenstein stammen von dem renommierten französischen Filmarchitekt Max Douy, Roger Fellous assistierte Chefkameramann Michel Kelber. Tony Leenhardt sorgte für den Ton. Der spätere Starregisseur Roger Vadim hatte einen winzigen Auftritt.

## Wissenswertes
Pétrus war der erste Versuch des Schweizer Films, nach Jahren der kriegsbedingten Isolation wieder Kontakte ins benachbarte, französischsprachige Ausland zu knüpfen. Für den französischen Regisseur bedeutete der Film eine Heimkehr nach Basel, wo er 1900 geboren wurde und auch einen Teil seiner Jugend verbracht hatte.

## Kritik
Im Lexikon des Internationalen Films heißt es: „Dramatische Liebesverwirrungen um einen tölpelhaften Fotografen, eine Tingeltangeltänzerin und deren treulosen Liebhaber. Trotz der renommierten Darsteller ein Film von lächerlicher Dürftigkeit.“